# ساتم الغ‌زاده
ساتـِم اُلُغ‌زاده (به فارسی تاجیکی: Сотим Улуғзода، Sotim Ulugzoda) (زاده ۱۹۱۱ - درگذشته ۱۹۹۷) یکی از بزرگ‌ترین نویسندگان کشور تاجیکستان بود.

## زندگی
او در سال ۱۹۱۱ میلادی در قشلاق و وَرزیک در ازبکستان کنونی زاده شد.
وی آموزش آغازین خود را در «مکتب اینترنات چست» آغاز کرد و او تا سال ۱۹۲۹ در دانشگاه معارف تاجیک در تاشکند به تحصیل اشتغال داشت. از مهم‌ترین آثار او پیش از جنگ جهانی دوم می‌توان نمایشنامهٔ شادمان و کلتداران سرخ را نام برد.
سرودن اشعار اپرای رودکی نیز از دیگر کارهای اوست.
تاریخ درام‌نویسی در تاجیکستان با نام ساتم الغزاده، غنی عبدالله، شمسی قیام، فیض‌الله عنصاری و دیگران نویسندگان شناخته شده آغاز گرفته و تا به دههٔ ۱۹۸۰ میلادی پیوسته رشد کرده‌است.
کتاب «شب گرفتن ماه»، نوشتهٔ ساتم الغ‌زاده که داستان زندگی فردوسی و ویژهٔ نوجوانان است، (نسخهٔ ویرایش‌شده‌ای از آن) در سال ۱۳۷۵ خورشیدی، برگزیدهٔ کتاب سال جمهوری اسلامی ایران شد.

## دیگر آثار
- فردوسی (رمان)
- منتخبات (عبارت از چهار جلد)
- صبح جوانی ما
- قسمت شاعر
- واسع (رمان)
- قصه‌های دراماوی
- پیر حکیمان مشرق‌زمین
- شب گرفتن ماه، داستان زندگی حکیم ابولقاسم فردوسی
- روایت سغدی، قصهٔ تاریخی
- نوآباد
- رودکی
- علامه احمد و دیگران
- مرگ حافظ